# Золотой Арлекин
Золотой Арлекин — саратовский областной театральный фестиваль и одноимённая театральная награда.
Фестиваль Золотой Арлекин проводится раз в два года. В фестивале участвуют театральные работы, поставленные в театрах города и области за последние два сезона. Впервые фестиваль был проведён в 2000 году.
Фестиваль состоит из четырёх этапов: 
1. отбор и представление театрами названий спектаклей и номинантов
2. просмотр жюри фестиваля представленных спектаклей в соответствии с графиком
3. подведение жюри итогов просмотра представленных спектаклей и определение победителей
4. торжественное мероприятие по подведению итогов фестиваля и награждению победителей

Автором статуэтки «Золотого Арлекина» является Саратовский скульптор (Член Союза художников России) Николай Бунин

## Номинации
Театры предоставляют для участия в фестивале не более 2 (двух) спектаклей и выдвигает не более одной кандидатуры по следующим номинациям:
- «Лучший спектакль фестиваля»,
- «Лучшая режиссёрская работа»,
- «Лучшая работа дирижёра»,
- «Лучшая paбота художника-постановщика»,
- «Лучшая работа балетмейстера»,
- «Лучшая работа художника по костюмам»,
- «Лучшая работа хормейстера»,
- «Лучшая работа хореографа в драматическом спектакле»,
- «Автор музыкального оформления в драматическом и кукольном театре»,
- «Работа актера в драматическом театре» – мужская роль,
- «Работа актера в драматическом театре» - женская роль,
- «Работа актёра в музыкальном театре» (вокал) - мужская роль,
- «Работа актёра в музыкальном театре» (вокал) - женская роль,
- «Работа актёра в музыкальном театре» (балет) - мужская роль,
- «Работа актёра в музыкальном театре» (балет) - женская роль,
- «Работа актёра в театре кукол» – мужская роль,
- «Работа актёра в театре кукол» - женская роль,
- «Роль второго плана в музыкальном театре» – мужская роль,
- «Роль второго плана в музыкальном театре» - женская роль,
- «Роль второго плана в драматическом театре» – мужская роль,
- «Роль второго плана в драматическом театре» - женская роль,
- «Роль второго плана в кукольном театре» - мужская роль,
- «Роль второго плана в кукольном театре» - женская роль
- «Эпизод» - мужская роль,
- «Эпизод» - женская роль,
- «Дебют» – мужская роль,
- «Дебют» - женская роль.

Помимо звания лауреата фестиваля «Золотой Арлекин», учреждены специальные призы, в том числе – «За верное и преданное служение театру».

## Состав оргкомитета VII областного театрального фестиваля «Золотой Арлекин»
- Краснощекова, Светлана Владимировна - министр культуры области, председатель оргкомитета;
- Кияненко, Илья Федорович - советник министра культуры области, заместитель председателя оргкомитета;
- Решетникова, Юлия Павловна - заместитель начальника отдела профессионального искусства и образования, секретарь оргкомитета.

### Члены оргкомитета
- Барсуков, Анатолий Юрьевич - директор ГАУК «Саратовский академический театр юного зрителя им.Ю.П.Киселева»;
- Мухамедьяров, Ренат Анварович	- директор ГАУК «Саратовский академический театр оперы и балета»;
- Петренко, Владимир Владимирович - директор ГАУК «Саратовский государственный академический театр драмы им.И.А.Слонова»;
- Удалов, Александр Александрович - директор ГАУК «Саратовский театр кукол «Теремок»;
- Ченченко, Елена Евгеньевна - директор ГАУК «Саратовская областная филармония им.А.Шнитке»;
- Комаров, Алексей Николаевич -	начальник управления по культуре администрации муниципального образования «Город Саратов»;

## Состав жюри VII областного театрального фестиваля «Золотой Арлекин»
- Леонтьев, Авангард Николаевич - народный артист Российской Федерации, лауреат Государственно премии России, профессор Школы-студии МХАТ, председатель жюри;
- Белякова, Римма Ивановна - народная артистка России, профессор СГК им.Л.В.Собинова, заместитель председателя жюри;

### Члены жюри
- Аронс, Феликс Матвеевич — помощник ректора по культурно-образовательной деятельности СГСЭУ;
- Белова, Лилия Владимировна — заслуженная артистка России, профессор СГК им. Л. В. Собинова;
- Лицова, Людмила Алексеевна — заслуженный деятель искусств России, художественный руководитель и главный дирижёр Саратовского губернского театра хоровой музыки, профессор;
- Телиус, Людмила Анатольевна — народная артистка России, художественный руководитель хореографического отделения Саратовского областного колледжа искусств;
- Щербаков, Андрей Александрович — скульптор, член-корреспондент Российской академии художеств;

## Хроника фестивалей

### I фестиваль 2000 года
- Кузнецов, Антон Валерьевич — в номинации «Лучшая режиссёрская работа», за режиссуру спектакля «Берендей»[3]
- Лаврентьева, Светлана Васильевна — в номинации «Лучшая актёрская работа»
- Ошеров, Юрий Петрович — в номинации «Лучшая актёрская работа»
- Сосновский, Сергей Валентинович — в номинации «Лучшая актёрская работа»
- Лыкова, Тамара Константиновна — в номинации «Лучшая актёрская работа»
- Радионова, Галина Александровна — в номинации «Лучшая актёрская работа»
- Малюгин, Владимир Петрович — в номинации «Театральный дебют» за исполнение роли Ивана в спектакле «Привет вам, господа!»
- Телиус, Людмила Анатольевна
- Яковлева, Наталья Васильевна — в номинации «Надежда»

### II фестиваль 2003 года

#### Лауреаты
| Номинации                                                       | Лауреаты                                                                                          | Лауреаты                                                                                          |
| --------------------------------------------------------------- | ------------------------------------------------------------------------------------------------- | ------------------------------------------------------------------------------------------------- |
| Лучшая режиссёрская работа                                      | • Антон Кузнецов за спектакль «Долгая счастливая жизнь», театр драмы                              | • Антон Кузнецов за спектакль «Долгая счастливая жизнь», театр драмы                              |
| Лучшая работа дирижёра                                          | • Юрий Кочнев за оперу «Риголетто», театр оперы и балета                                          | • Юрий Кочнев за оперу «Риголетто», театр оперы и балета                                          |
| Лучшая работа художника-постановщика                            | • Сергей Болдырев за работу в оперетте «Фраскита», театр оперы и балета                           | • Сергей Болдырев за работу в оперетте «Фраскита», театр оперы и балета                           |
| Лучшая работа балетмейстера                                     | • Наталья Рыженко за работу в балете «Маскарад», театр оперы и балета                             | • Наталья Рыженко за работу в балете «Маскарад», театр оперы и балета                             |
| Лучшая работа хореографа в драматическом спектакле              | • Алексей Зыков за работу в спектакле «Долгая счастливая жизнь», театр драмы                      | • Алексей Зыков за работу в спектакле «Долгая счастливая жизнь», театр драмы                      |
| Лучшая работа актёра в драматическом театре (Мужская роль)      | • Антон Кузнецов за роль Фигаро в спектакле «Женитьба Фигаро», театр драмы                        | • Антон Кузнецов за роль Фигаро в спектакле «Женитьба Фигаро», театр драмы                        |
| Лучшая работа актёра в драматическом театре (Женская роль)      | • Елена Вовненко за роль Мартурано в спектакль «Брак по-итальянски», ТЮЗ                          | • Елена Вовненко за роль Мартурано в спектакль «Брак по-итальянски», ТЮЗ                          |
| Лучшая работа актёра в музыкальном театре (Мужская роль, балет) | • Игорь Стецюр-Мова за партию Арбенина в балете «Маскарад», театр оперы и балета                  | • Игорь Стецюр-Мова за партию Арбенина в балете «Маскарад», театр оперы и балета                  |
| Работа актёра в музыкальном театре (Женская роль, балет)        | • Вера Шарипова за партию Штраль в балете «Маскарад», театр оперы и балета                        | • Вера Шарипова за партию Штраль в балете «Маскарад», театр оперы и балета                        |
| Лучшая работа актёра в музыкальном театре (Мужская роль)        | • Александр Багмат за партию Риголетто в опере «Риголетто», театр оперы и балета                  | • Александр Багмат за партию Риголетто в опере «Риголетто», театр оперы и балета                  |
| Работа актёра в музыкальном театре (Женская роль)               | • Вера Самойлова за партию Фраскиты в оперетте «Фраскита», Театр оперетты                         | • Вера Самойлова за партию Фраскиты в оперетте «Фраскита», Театр оперетты                         |
| Работа актёра в театре кукол (Женская роль)                     | • Татьяна Кондратьева за роль Аманды в спектакле «Стеклянный зверинец», Театр кукол «Теремок»     | • Татьяна Кондратьева за роль Аманды в спектакле «Стеклянный зверинец», Театр кукол «Теремок»     |
| Лучшая роль второго плана (Мужская роль)                        | • Юрий Ошеров за роль Аморезо в спектакле «Брак по-итальянски», ТЮЗ                               | • Юрий Ошеров за роль Аморезо в спектакле «Брак по-итальянски», ТЮЗ                               |
| Дебют                                                           | • Григорий Цинман за режиссёрскую работу над спектаклем «Вестсайдская история», ТЮЗ               | • Григорий Цинман за режиссёрскую работу над спектаклем «Вестсайдская история», ТЮЗ               |
| За преданное и верное служение театру                           | • Георгий Банников заслуженный артист РФ, заслуженный деятель искусств РФ, худрук Театра оперетты | • Георгий Банников заслуженный артист РФ, заслуженный деятель искусств РФ, худрук Театра оперетты |

Премии не присуждены в номинациях: «Художник по костюмам», «Хормейстер», «Автор музыкального оформления в драматическом и кукольном театре» и «Эпизод».

### III фестиваль 2005 года

#### Номинанты
- «Паутина» (Балашовский драматический театр)
- «Русский секрет» (Вольский драматический театр)
- Опера «Тоска» (Саратовский академический театр оперы и балета)
- Балет «Ромео и Джульетта» (Саратовский академический театр оперы и балета)
- «Моя жена — лгунья» (Саратовский театр оперетты)
- «Медвежонок, ёжик и другие» (Саратовский театр Кукол «Теремок»)
- «Самоубийца» (Саратовский театр русской комедии),
- «Очень простая история» (Саратовский ТЮЗ)
- «Копилка» (Саратовский академический театр драмы)

#### Лауреаты
| Номинации                                                                         | Лауреаты                                                              | Лауреаты                                                              |
| --------------------------------------------------------------------------------- | --------------------------------------------------------------------- | --------------------------------------------------------------------- |
| Лучшая режиссёрская работа                                                        | • Григорий Цинман за спектакля «Очень простая история», ТЮЗ           | • Григорий Цинман за спектакля «Очень простая история», ТЮЗ           |
| Лучшая работа дирижёра                                                            | • Юрий Кочнев за оперу «Тоска», театр оперы и балета                  | • Юрий Кочнев за оперу «Тоска», театр оперы и балета                  |
| Лучшая работа художника-постановщика                                              | • Станислав Шавловский за спектакль «Очень простая история», ТЮЗ      | • Станислав Шавловский за спектакль «Очень простая история», ТЮЗ      |
| Лучшая работа хормейстера                                                         | • Татьяна Пыхонина за спектакль «Копилка», театр драмы                | • Татьяна Пыхонина за спектакль «Копилка», театр драмы                |
| Лучшая работа художника по костюмам                                               | • Работа в балете «Ромео и Джульетта», театр оперы и балета           | • Работа в балете «Ромео и Джульетта», театр оперы и балета           |
| Лучшая работа хореографа в драматическом спектакле                                | • Алексей Зыков за спектакль «Копилка», театр драмы                   | • Алексей Зыков за спектакль «Копилка», театр драмы                   |
| Лучшая работа актёра в драматическом театре (Мужская роль)                        | • Константин Тополага спектакль «Самоубийца», Театр Русской комедии   | • Константин Тополага спектакль «Самоубийца», Театр Русской комедии   |
| Лучшая работа актёра в драматическом театре (Женская роль)                        | • Виктория Шанина спектакль «Очень простая история», ТЮЗ              | • Виктория Шанина спектакль «Очень простая история», ТЮЗ              |
| Лучшая работа актёра в музыкальном театре (Мужская роль, вокал)                   | • Виктор Григорьев в опере «Тоска», театр оперы и балета              | • Виктор Григорьев в опере «Тоска», театр оперы и балета              |
| Работа актёра в музыкальном театре (Женская роль, вокал)                          | • Ольга Кочнева в опере «Тоска», театр оперы и балета                 | • Ольга Кочнева в опере «Тоска», театр оперы и балета                 |
| Роль второго плана в музыкальном театре (Женская роль)                            | • Лариса Комиссарова в постановке «Моя жена — лгунья», театр оперетты | • Лариса Комиссарова в постановке «Моя жена — лгунья», театр оперетты |
| Роль второго плана в музыкальном театре (Мужская роль)                            | • Алексей Хрусталев в постановке «Моя жена — лгунья», театр оперетты  | • Алексей Хрусталев в постановке «Моя жена — лгунья», театр оперетты  |
| Дебют (Мужская роль)                                                              | • Руслан Дивлятшин в спектакле «Очень простая история», ТЮЗ           | • Руслан Дивлятшин в спектакле «Очень простая история», ТЮЗ           |
| Эпизод (Мужская роль)                                                             | • Антон Афанасьев в спектакле «Копилка», театр драмы                  | • Антон Афанасьев в спектакле «Копилка», театр драмы                  |
| Эпизод (Женская роль)                                                             | • Ольга Кутина в спектакле «Очень простая история», ТЮЗ               | • Ольга Кутина в спектакле «Очень простая история», ТЮЗ               |
| Специальные призы Экспертного совета фестиваля                                    |                                                                       |                                                                       |
| За верность традициям детского театра в воспитании нового поколения юных зрителей | • Григорий Цинман                                                     | • Григорий Цинман                                                     |
| За ясность концепции, красоту постановки и открытие нового в традиционном         | • Андрей Сергеев постановщик оперы «Тоска», театр оперы и балета      | • Андрей Сергеев постановщик оперы «Тоска», театр оперы и балета      |
| За верное и преданное служение театру                                             | • заслуженная артистка России Валентина Строганова, ТЮЗ               | • заслуженная артистка России Валентина Строганова, ТЮЗ               |
| За проникновение в глубину человеческого духа                                     | • Александр Федоров ТЮЗ                                               | • Александр Федоров ТЮЗ                                               |

Обладателем приза учредителя стала народная артистка России Светлана Костина театр оперы и балета
Дипломами жюри за участие в фестивале отмечены: Вольский драматический театр, Балашовский драматический театр, Саратовский театр кукол «Теремок», Саратовская областная филармония им. А.Шнитке;
Приз секции театроведения и театральной критики Саратовского отделения СТД РФ получил народный артист России Сергей Сосновский театр драмы

### IV фестиваль 2007 года

#### Лауреаты
| Номинации                                                       | Лауреаты                                                                              | Лауреаты                                                                              |
| --------------------------------------------------------------- | ------------------------------------------------------------------------------------- | ------------------------------------------------------------------------------------- |
| Лучшая режиссёрская работа                                      | • Геннадий Шугуров за «Сон в летнюю ночь», театр «Теремок»                            | • Геннадий Шугуров за «Сон в летнюю ночь», театр «Теремок»                            |
| Лучшая работа дирижёра                                          | • Юрий Кочнев «Волшебная флейта», театр оперы и балета                                | • Юрий Кочнев «Волшебная флейта», театр оперы и балета                                |
| Лучшая работа художника-постановщика                            | • Семён Пастух «Волшебная флейта», театр оперы и балета                               | • Семён Пастух «Волшебная флейта», театр оперы и балета                               |
| Лучшая работа балетмейстера                                     | • Сергей Федянин за балет «Дюймовочка», театр оперы и балета                          | • Сергей Федянин за балет «Дюймовочка», театр оперы и балета                          |
| Лучшая работа художника по костюмам                             | • Алла Фролова за балет «Дюймовочка», театр оперы и балета                            | • Алла Фролова за балет «Дюймовочка», театр оперы и балета                            |
| Лучшая работа хореографа в драматическом спектакле              | • Алексей Зыков за спектакль «Дом Бернарды Альбы», театр драмы                        | • Алексей Зыков за спектакль «Дом Бернарды Альбы», театр драмы                        |
| Музыкальное оформление в драматическом театре                   | • Марина Глуховская и Татьяна Аредакова в спектакле «Дом Бернарды Альбы», театр драмы | • Марина Глуховская и Татьяна Аредакова в спектакле «Дом Бернарды Альбы», театр драмы |
| Лучшая работа актёра в драматическом театре (Мужская роль)      | • Юрий Ошеров за роль Сол Бозо в спектакле «Дорогая Памела», ТЮЗ                      | • Юрий Ошеров за роль Сол Бозо в спектакле «Дорогая Памела», ТЮЗ                      |
| Лучшая работа актёра в драматическом театре (Женская роль)      | • Тамара Джураева за роль Бернарды спектакль «Дом Бернарды Альбы», театр драмы        | • Тамара Джураева за роль Бернарды спектакль «Дом Бернарды Альбы», театр драмы        |
| Лучшая работа актёра в музыкальном театре (Мужская роль, вокал) | • Дмитрий Соловьёв за роль Папагено в опере «Волшебная флейта», театр оперы и балета  | • Дмитрий Соловьёв за роль Папагено в опере «Волшебная флейта», театр оперы и балета  |
| Работа актёра в музыкальном театре (Женская роль, балет)        | • Юлия Танюхина за роль Дюймовочки в балете «Дюймовочка», театр оперы и балета        | • Юлия Танюхина за роль Дюймовочки в балете «Дюймовочка», театр оперы и балета        |
| Лучшая роль второго плана (Женская роль)                        | • Евгения Торгашова за роль Понсии в спектакле «Дом Бернарды Альбы», театр драмы      | • Евгения Торгашова за роль Понсии в спектакле «Дом Бернарды Альбы», театр драмы      |
| Дебют (Мужская роль)                                            | • Антон Щедрин за роль Нашего человека в спектакле «Дорогая Памела», ТЮЗ              | • Антон Щедрин за роль Нашего человека в спектакле «Дорогая Памела», ТЮЗ              |
| Дебют (Женская роль)                                            | • Дарья Родимова за роль Магдалены в спектакле «Дом Бернарды Альбы», театр драмы      | • Дарья Родимова за роль Магдалены в спектакле «Дом Бернарды Альбы», театр драмы      |
| Эпизод (Женская роль)                                           | • Рея Егорова за роль Семеновны «Бабий бунт», театр оперетты                          | • Рея Егорова за роль Семеновны «Бабий бунт», театр оперетты                          |
| За верное и преданное служение театру                           | • народный артист России Григорий Аредаков                                            | • народный артист России Григорий Аредаков                                            |
| За верное и преданное служение театру                           | • заслуженная артистка России Римма Белякова                                          |                                                                                       |
| За верное и преданное служение театру                           | • Виктор Порфиров                                                                     |                                                                                       |
| Специальные призы Экспертного совета фестиваля                  |                                                                                       |                                                                                       |
| За единство ансамбля исполнителей                               | • Театр «Теремок» «Сон в летнюю ночь»                                                 | • Театр «Теремок» «Сон в летнюю ночь»                                                 |
| Оригинальное решение сценического пространства                  | • Михаил Гаврюшов «Сон в летнюю ночь», Театр «Теремок»                                | • Михаил Гаврюшов «Сон в летнюю ночь», Театр «Теремок»                                |
| За чувство жанра и вокальное мастерство                         | • Александр Фатеев «Бабий бунт», театр оперетты                                       | • Александр Фатеев «Бабий бунт», театр оперетты                                       |
| За чистоту стиля, грацию и изящество                            | • Наталья Колосова за роль Феи Роз в балете «Дюймовочка», театр оперы и балета        | • Наталья Колосова за роль Феи Роз в балете «Дюймовочка», театр оперы и балета        |
| За обаяние и сценический темперамент                            | • Елена Комиссарова за роль Дуняши «Бабий бунт», театр оперетты                       | • Елена Комиссарова за роль Дуняши «Бабий бунт», театр оперетты                       |

Специальным дипломом жюри был награждён Вольский драматический театр, за спектакль «А дальше - тишина».
Приза секции театроведения и театральной критики регионального отделения Союза театральных деятелей России «За многолетнее и успешное исполнение роли личности в театральной истории» удостоен народный артист России Александр Галко.

### V фестиваль 2009 года
Церемония награждения лауреатов состоялась 11 января 2010 года.

#### Лауреаты
| Номинации                                                        | Лауреаты                                                                                      | Лауреаты                                                                                      |
| ---------------------------------------------------------------- | --------------------------------------------------------------------------------------------- | --------------------------------------------------------------------------------------------- |
| Лучшая режиссёрская работа                                       | • Олег Загумённов за спектакль «Дом Бернарды Альбы» в Вольском драматическом театре           | • Олег Загумённов за спектакль «Дом Бернарды Альбы» в Вольском драматическом театре           |
| Лучшая работа художника по костюмам                              | • Николай Горобец за спектакль «Много шума из ничего»                                         | • Николай Горобец за спектакль «Много шума из ничего»                                         |
| Лучшая работа художника-постановщика                             | • Сергей Болдырев за спектакли «Остров сокровищ», «Девушка и смерть»                          | • Сергей Болдырев за спектакли «Остров сокровищ», «Девушка и смерть»                          |
| Лучшая работа балетмейстера                                      | • Валерий Нестеров за балет «Девушка и смерть»                                                | • Валерий Нестеров за балет «Девушка и смерть»                                                |
| Автор музыкального оформления в драматическом и кукольном театре | • Игорь Гладырев за спектакль «Невидимые миру слёзы»                                          | • Игорь Гладырев за спектакль «Невидимые миру слёзы»                                          |
| Работа актёра в музыкальном театре (Мужская роль, балет)         | • Алексей Михеев за партию Смерти в балете «Девушка и смерть»                                 | • Алексей Михеев за партию Смерти в балете «Девушка и смерть»                                 |
| Работа актёра в музыкальном театре (Женская роль, балет)         | • Вера Шарипова за партию Девушки в балете «Девушка и смерть»                                 | • Вера Шарипова за партию Девушки в балете «Девушка и смерть»                                 |
| Роль второго плана в драматическом театре (Мужская роль)         | • Александр Кузьмин за роль Лаэрта в спектакле «Гамлет»                                       | • Александр Кузьмин за роль Лаэрта в спектакле «Гамлет»                                       |
| Роль второго плана в драматическом театре (Женская роль)         | • Светлана Никулина за роль Беатриче в спектакле «Много шума из ничего»                       | • Светлана Никулина за роль Беатриче в спектакле «Много шума из ничего»                       |
| Работа актёра в драматическом театре                             | • Виктор Мамонов за роли Свидригайлова в «Преступлении и наказании» и Клавдия в «Гамлете»     | • Виктор Мамонов за роли Свидригайлова в «Преступлении и наказании» и Клавдия в «Гамлете»     |
| Работа актрисы в драматическом театре                            | • Эльвира Данилина за роли Бланш в спектакле «Трамвай «Желание»» и Моны в «Безымянной звезде» | • Эльвира Данилина за роли Бланш в спектакле «Трамвай «Желание»» и Моны в «Безымянной звезде» |
| Дебют (Мужская роль)                                             | • Сергей Захарин за роль Озрика в спектакле «Гамлет»                                          | • Сергей Захарин за роль Озрика в спектакле «Гамлет»                                          |
| Дебют (Женская роль)                                             | • Анастасия Бескровная за роль Лоры в спектакле «Стеклянный зверинец»                         | • Анастасия Бескровная за роль Лоры в спектакле «Стеклянный зверинец»                         |
| Эпизод (Мужская роль)                                            | • Сергей Игнашев за роль Бобби Франклина в спектакле «Слишком женатый таксист»                | • Сергей Игнашев за роль Бобби Франклина в спектакле «Слишком женатый таксист»                |
| Эпизод (Женская роль)                                            | • Любовь Кизер за роль Ануш в спектакле «Ханума»                                              | • Любовь Кизер за роль Ануш в спектакле «Ханума»                                              |
| За верное и преданное служение театру                            | • Юрий Попов                                                                                  | • Юрий Попов                                                                                  |

- За большие заслуги в области театрального искусства, пропаганду духовных и нравственных ценностей среди подрастающего поколения, верность и преданность традициям саратовской театральной школы — Юрий Ошеров
- За большой вклад в развитие театрального дела, преданное служение театру, активную творческую, просветительскую деятельность — Илья Кияненко

### VI фестиваль 2011 года
Церемония награждения лауреатов состоялась 25 марта 2011 года на сцене Саратовского академического театра юного зрителя.

#### Лауреаты
| Номинации                                                           | Лауреаты | Лауреаты |
| ------------------------------------------------------------------- | --- | --- |
| Лучшая режиссёрская работа                                          | • Юрий Ошеров за постановку спектакля «Мальчики»                                                                            | • Юрий Ошеров за постановку спектакля «Мальчики»                                                                           |
| Лучшая paбота художника-постановщика                                | • Сергей Болдырев в спектакле «Снежная королева»                                                                            | • Сергей Болдырев в спектакле «Снежная королева»                                                                           |
| Лучшая работа художника по костюмам                                 | • Валерий Филиппов в спектакле «Женитьба Фигаро»                                                                            | • Валерий Филиппов в спектакле «Женитьба Фигаро»                                                                           |
| Автор музыкального оформления в драматическом и кукольном спектакле | • Георг Жено в спектакле «Три товарища»                                                                                     | • Георг Жено в спектакле «Три товарища»                                                                                    |
| Работа актёра в музыкальном театре (Женская роль, балет)            | • Юлия Танюхина за роль Герды в спектакле «Снежная королева»                                                                | • Юлия Танюхина за роль Герды в спектакле «Снежная королева»                                                               |
| Работа актёра в музыкальном театре (Женская роль, вокал)            | • Наталья Коваленко за роль Теодоры в спектакле «Принцесса цирка»                                                           | • Наталья Коваленко за роль Теодоры в спектакле «Принцесса цирка»                                                          |
| Роль актёра второго плана в музыкальном театре (Мужская роль)       | • Владимир Верин за роль Варяжского гостя в спектакле «Садко»                                                               | • Владимир Верин за роль Варяжского гостя в спектакле «Садко»                                                              |
| Работа актёра в драматическом спектакле (Женская роль)              | • Евгения Смирнова за роль Флоранс в спектакле «Зима под столом»                                                            | • Евгения Смирнова за роль Флоранс в спектакле «Зима под столом»                                                           |
| Работа актёра в драматическом театре (Мужская роль)                 | • Игорь Баголей за роль Подколесина в спектакле «Женитьба»                                                                  | • Игорь Баголей за роль Подколесина в спектакле «Женитьба»                                                                 |
| Роль второго плана в драматическом театре (Женская роль)            | • Ирина Короткова за роль вахтерши в спектакле «Кляуза»                                                                     | • Ирина Короткова за роль вахтерши в спектакле «Кляуза»                                                                    |
| Роль второго плана в драматическом театре (Мужская роль)            | • Валерий Малинин за роль Кочкарева в спектакле «Женитьба»                                                                  | • Валерий Малинин за роль Кочкарева в спектакле «Женитьба»                                                                 |
| Роль второго плана в драматическом театре (Мужская роль)            | • Руслан Дивлятшин за роль Коли Красоткина в спектакле «Мальчики»                                                           | |
| Роль второго плана в драматическом театре (Мужская роль)            | • Александр Фильянов за роль Славы в спектакле «Пять вечеров»                                                               | |
| Работа актёра в театре кукол (Мужская роль)                         | • Дмитрий Ковдя роль короля в спектакле «Забавная история о Короле, бутерброде и королевской корове»                        | • Дмитрий Ковдя роль короля в спектакле «Забавная история о Короле, бутерброде и королевской корове»                       |
| Эпизод (Женская роль)                                               | • Анастасия Бескровная за роль Лизы в спектакле «Три товарища»                                                              | • Анастасия Бескровная за роль Лизы в спектакле «Три товарища»                                                             |
| Эпизод (Мужская роль)                                               | • Алексей Михеев за роль принца в спектакле «Снежная королева»                                                              | • Алексей Михеев за роль принца в спектакле «Снежная королева»                                                             |
| Дебют (Женская роль)                                                | • Елена Петрова за роль Зайца в спектакле «Клочки по закоулочкам»                                                           | • Елена Петрова за роль Зайца в спектакле «Клочки по закоулочкам»                                                          |
| Дебют (Мужская роль)                                                | • Антон Кузнецов за роль Труффальдино в спектакле «Труффальдино»                                                            | • Антон Кузнецов за роль Труффальдино в спектакле «Труффальдино»                                                           |
| Специальный приз                                                    | • «За верность традициям русской классической оперы» - Саратовской академической театр оперы и балета за спектакль «Садко»  | • «За верность традициям русской классической оперы» - Саратовской академической театр оперы и балета за спектакль «Садко» |
| Специальный приз                                                    | • Режиссёр Олег Загумённов за постановку спектакля «Мы едем, едем, едем…»                                                   | |
| Специальный приз                                                    | • Артист Юрий Лапшин за исполнение ролей в спектакле «Два рассказа»                                                         | |
| Специальный приз                                                    | • Артист Антон Черепанов за исполнение роли Коровы в спектакле «Забавная история о короле, бутерброде и королевской корове» | |
| Специальный приз                                                    | • «За актерский ансамбль» - в спектакле «Очень простая история»                                                             | |

Приз секции театроведения и театральной критики регионального отделения Союза театральных деятелей России получила драматург Ксения Степанычева.
«За многолетнюю и плодотворную театральную деятельность, высокое профессиональное мастерство и большой личный вклад в развитие культуры» призы учредителей фестиваля присуждены — Анастасии Александровой и Светлане Лаврентьевой.
«За большой вклад в развитие театрального дела, активную творческую и просветительскую деятельность» — Валерию Райкову.
Не присуждались призы в 8 номинациях: «Лучшая работа дирижера», «Лучшая работа балетмейстера», «Лучшая работа хормейстера», «Лучшая работа хореографа в драматическом спектакле», «Работа актера в музыкальном театре» (вокал, мужская роль), «Работа актера в музыкальном театре» (балет, мужская роль), «Работа актера в театре кукол» (женская роль), «Роль второго плана в музыкальном театре» (женская роль).

### VII фестиваль 2014 года

#### Номинанты
- «Мишель» и «Игра в джин» (Театр магии и фокусов «Самокат»)
- «Я стою у ресторана» и «Владимирская площадь» (Балаковский драматический театр)
- «Случай в Париже» и «Блажь» (Саратовский Новый драматический театр Версия)
- «Аленушка и солдат» (Саратовский театр кукол «Теремок»)
- «Риенци» и «Сон в летнюю ночь» (Саратовский академический театр оперы и балета)
- «Баядера» и «В джазе одни девушки» (Саратовский областной театр оперетты)Ведущие VII фестиваля Надежда Федосеева и Виктор Демидов
- «Брак поневоле» (Саратовский театр русской комедии)
- «Бешеные деньги» и «Урод» (Саратовский академический театр драмы)
- «Сказ про царя и чудо-дерево» (Театр «Куклы Папы Карло»)
- «Вышел ангел из тумана» (Драматический театр города Вольска)
- «Капитанская дочка» и «Самоубийца» (Саратовский ТЮЗ)
- «Прыгающая принцесса» и «Женитьба Бальзаминова» (Балашовский драматический театр)

27 марта 2014 года, в Международный день театра, в Саратовском академическом театре оперы и балета состоялась торжественная церемония награждения лауреатов VII областного театрального фестиваля «Золотой Арлекин».

#### Лауреаты
| Номинации                                                     | Лауреаты                                                                                                  | Лауреаты                                                                                                  |
| ------------------------------------------------------------- | --- | --- |
| Лучший спектакль фестиваля                                    | • спектакль «Урод» , театр драмы                                                                          | • спектакль «Урод» , театр драмы                                                                          |
| Лучшая режиссёрская работа                                    | • Явор Гырдев за спекткль «Урод», театр драмы                                                             | • Явор Гырдев за спекткль «Урод», театр драмы                                                             |
| Лучшая работа дирижёра                                        | • Юрий Кочнев работа в спектакле «Риенци»                                                                 | • Юрий Кочнев работа в спектакле «Риенци»                                                                 |
| Лучшая работа художника-постановщика                          | • Николай Симонов работа в спектакле «Самоубийца»                                                         | • Николай Симонов работа в спектакле «Самоубийца»                                                         |
| Лучшая работа балетмейстера                                   | • Кирилл Симонов за балет «Сон в летнюю ночь»                                                             | • Кирилл Симонов за балет «Сон в летнюю ночь»                                                             |
| Лучшая работа художника по костюмам                           | • Юрий Хариков работа в спектакле «Капитанская дочка»                                                     | • Юрий Хариков работа в спектакле «Капитанская дочка»                                                     |
| Музыкальное оформление в драматическом театре                 | • Адольф Шапиро в спектакле «Капитанская дочка»                                                           | • Адольф Шапиро в спектакле «Капитанская дочка»                                                           |
| Лучшая работа актёра в драматическом театре (Мужская роль)    | • Игорь Баголей за роль Летте в спектакле «Урод»                                                          | • Игорь Баголей за роль Летте в спектакле «Урод»                                                          |
| Лучшая работа актёра в драматическом театре (Мужская роль)    | • Артём Кузин за роль Подсекальникова в спектакле «Самоубийца»                                            | |
| Лучшая работа актёра в драматическом театре (Женская роль)    | • Эльвира Данилина за роль Фанни в спектакле «Урод»                                                       | • Эльвира Данилина за роль Фанни в спектакле «Урод»                                                       |
| Роль второго плана в драматическом театре (Мужская роль)      | • Андрей Седов за роль Карлманна в спектакле «Урод» и роль Ивана Тепляева в спектакле «Бешеные деньги»    | • Андрей Седов за роль Карлманна в спектакле «Урод» и роль Ивана Тепляева в спектакле «Бешеные деньги»    |
| Роль второго плана в драматическом театре (Мужская роль)      | • Евгений Сафронов за роль Егорушки в спектакле «Самоубийца»                                              | |
| Работа актёра в музыкальном театре (Женская роль, вокал)      | • Оксана Колчина за роль Одетты в спектакле «Баядера»                                                     | • Оксана Колчина за роль Одетты в спектакле «Баядера»                                                     |
| Работа актёра в музыкальном театре (Мужская роль, балет)      | • Алексей Михеев за роль Оберона в балете «Сон в летнюю ночь»                                             | • Алексей Михеев за роль Оберона в балете «Сон в летнюю ночь»                                             |
| Работа актёра в музыкальном театре (Женская роль, балет)      | • Юлия Танюхина за роль Титании в балете «Сон в летнюю ночь»                                              | • Юлия Танюхина за роль Титании в балете «Сон в летнюю ночь»                                              |
| Роль второго плана в музыкальном театре (Мужская роль, балет) | • Алексей Родионов за роль Пэка в балете «Сон в летнюю ночь»                                              | • Алексей Родионов за роль Пэка в балете «Сон в летнюю ночь»                                              |
| Роль второго плана в музыкальном театре (Женская роль, вокал) | • Светлана Курышева за роль Адриано в опере «Риенци»                                                      | • Светлана Курышева за роль Адриано в опере «Риенци»                                                      |
| Работа актёра в театре кукол (Мужская роль)                   | • Иван Подмогильный за роль Солдата в спектакле «Алёнушка и солдат»                                       | • Иван Подмогильный за роль Солдата в спектакле «Алёнушка и солдат»                                       |
| Работа актёра в театре кукол (Женская роль)                   | • Татьяна Бердникова за роль Алёнушки в спектакле «Алёнушка и солдат»                                     | • Татьяна Бердникова за роль Алёнушки в спектакле «Алёнушка и солдат»                                     |
| Дебют (Мужская роль)                                          | • Илья Боробов за роль Альсида в спектакле «Брак поневоле»                                                | • Илья Боробов за роль Альсида в спектакле «Брак поневоле»                                                |
| Эпизод (Мужская роль)                                         | • Роман Брант за роли Украинца, Рассказчика и Скомороха в спектакле «Сказки, рассказанные под стук колес» | • Роман Брант за роли Украинца, Рассказчика и Скомороха в спектакле «Сказки, рассказанные под стук колес» |
| Специальные призы Экспертного совета фестиваля                | | |
| За виртуозное владение формой воплощения сценического образа  | • Владимир Назаров за спектакль «Урод»                                                                    | • Владимир Назаров за спектакль «Урод»                                                                    |
| За плодотворную работу со зрителем                            | • Саратовский областной театр оперетты                                                                    | • Саратовский областной театр оперетты                                                                    |
| За эстетическое воспитание детской аудитории                  | • Саратовская областная филармония им.А.Шнитке                                                            | • Саратовская областная филармония им.А.Шнитке                                                            |
| За оригинальное воплощение русского национального колорита    | • Спектакль «Алёнушка и солдат» В.Лившица, А.Кичановой, Саратовский театр кукол «Теремок»                 | • Спектакль «Алёнушка и солдат» В.Лившица, А.Кичановой, Саратовский театр кукол «Теремок»                 |
| Приз учредителя фестиваля Министерства культуры области       | | |
| За верное и преданное служению театру                         | • Заслуженная артистка России, Нина Белодворцева                                                          | • Заслуженная артистка России, Нина Белодворцева                                                          |

### VIII фестиваль 2016 года

#### Номинанты
- «Стальной скок» (Саратовский академический театр оперы и балета)
- «Чудесное путешествие Нильса с дикими гусями» и «Отрочество» (Саратовский ТЮЗ)
- «БА» и «Кабала святош» (Саратовский академический театр драмы)
- «Завещание обжоры» (Саратовский театр русской комедии)
- «Денискины рассказы» (Саратовский театр кукол «Теремок»)
- «Герцогиня из Чикаго» и «Весёлая вдова» (Саратовский областной театр оперетты)
- «Браво, Лауренсия!» (Саратовский Новый драматический театр Версия)
- «Волшебный колпачок» (Театр «Куклы Папы Карло»)
- «Не все то золото, что блестит» (Эстрадный театр для детей «Арт-ревю»)
- «Федра» и «Сказки на всякий случай» (Саратовский театр драмы, музыки и поэзии «Балаганчикъ»)
- «Не было ни гроша, да вдруг алтын» (Драматический театр города Вольска)
- «Беда от нежного сердца» и «Слишком женатый таксист» (Балашовский драматический театр)

27 марта 2016 года, по традиции в Международный день театра, на сцене Саратовского академического театра драмы состоялась торжественная церемония награждения лауреатов VIII областного театрального фестиваля «Золотой Арлекин».

#### Лауреаты
| Номинации                                                  | Лауреаты                                                                                | Лауреаты                                                                             |
| ---------------------------------------------------------- | --------------------------------------------------------------------------------------- | ------------------------------------------------------------------------------------ |
| Лучший спектакль фестиваля                                 | • спектакль «Кабала святош» , театр драмы                                               | • спектакль «Кабала святош» , театр драмы                                            |
| Лучшая режиссёрская работа                                 | • Марина Глуховская за спектакль «Кабала святош»                                        | • Марина Глуховская за спектакль «Кабала святош»                                     |
| Лучшая режиссёрская работа                                 | • Алексей Логачёв за спектакль «Отрочество»                                             |                                                                                      |
| Лучшая работа дирижёра                                     | • Юрий Кочнев работа в балете «Стальной скок»                                           | • Юрий Кочнев работа в балете «Стальной скок»                                        |
| Лучшая работа художника-постановщика                       | • Юрий Наместников работа в спектакле «Кабала святош»                                   | • Юрий Наместников работа в спектакле «Кабала святош»                                |
| Лучшая работа балетмейстера                                | • Владимир Ломакин за спектакль «Веселая вдова»                                         | • Владимир Ломакин за спектакль «Веселая вдова»                                      |
| Лучшая работа художника по костюмам                        | • Ольга Колесникова работа в спектакле «Чудесное путешествие Нильса с дикими гусями»    | • Ольга Колесникова работа в спектакле «Чудесное путешествие Нильса с дикими гусями» |
| Лучшая работа актёра в драматическом театре (Мужская роль) | • Руслан Дивлятшин за роль Николеньки в спектакле «Отрочество»                          | • Руслан Дивлятшин за роль Николеньки в спектакле «Отрочество»                       |
| Лучшая работа актёра в драматическом театре (Мужская роль) | • Александр Попов за роль Джона в спектакле «Слишком женатый таксист»                   |                                                                                      |
| Лучшая работа актёра в драматическом театре (Мужская роль) | • Денис Майданюк за роль Стенли в спектакле «Слишком женатый таксист»                   |                                                                                      |
| Роль второго плана в драматическом театре (Женская роль)   | • Любовь Воробьева за роль Арманды Бежар в спектакле «Кабала святош»                    | • Любовь Воробьева за роль Арманды Бежар в спектакле «Кабала святош»                 |
| Работа актёра в музыкальном театре (Женская роль, вокал)   | • Ольга Брятко за роль Ганны Главари в спектакле «Веселая вдова»                        | • Ольга Брятко за роль Ганны Главари в спектакле «Веселая вдова»                     |
| Работа актёра в музыкальном театре (Мужская роль, вокал)   | • Артур Мухаметдинов за роль графа Данилы в спектакле «Веселая вдова»                   | • Артур Мухаметдинов за роль графа Данилы в спектакле «Веселая вдова»                |
| Роль второго плана в музыкальном театре (Мужская роль)     | • Антон Кузнецов за роль Бонди в спектакле «Герцогиня из Чикаго»                        | • Антон Кузнецов за роль Бонди в спектакле «Герцогиня из Чикаго»                     |
| Работа актёра в музыкальном театре (Мужская роль, балет)   | • Алексей Михеев за работу в балете «Стальной скок»                                     | • Алексей Михеев за работу в балете «Стальной скок»                                  |
| Дебют (Женская роль)                                       | • Светлана Шевцова за роль инспектора Траутон в спектакле «Слишком женатый таксист»     | • Светлана Шевцова за роль инспектора Траутон в спектакле «Слишком женатый таксист»  |
| Дебют (Мужская роль)                                       | • Юрий Войтенко за роль инспектора Портерхауса в спектакле «Слишком женатый таксист»    | • Юрий Войтенко за роль инспектора Портерхауса в спектакле «Слишком женатый таксист» |
| Эпизод (Мужская роль)                                      | • Егоров Владимир за роль Серёжи Ивин в спектакле «Отрочество»                          | • Егоров Владимир за роль Серёжи Ивин в спектакле «Отрочество»                       |
| Эпизод (Мужская роль)                                      | • Артём Яксанов за роль Аиста в спектакле «Чудесное путешествие Нильса с дикими гусями» |                                                                                      |

### IX фестиваль 2018 года

#### Номинанты
- «Аида» и «Super Золушка» (Саратовский академический театр оперы и балета)
- «Майская ночь» и «Зоя. Гроб на чердаке» (Саратовский ТЮЗ)
- «Живой труп» и «Рвущаяся нить» (Саратовский академический театр драмы)
- «С любовью не шутят» (Саратовский театр русской комедии)
- «Два путешествия Лемюэля Гулливера» и «Волк и семеро козлят» (Саратовский театр кукол «Теремок»)
- «Алые паруса» и «Венская кровь» (Саратовский областной театр оперетты)
- «Золушка» (Саратовский Новый драматический театр Версия)
- «Волшебники» (Театр магии и фокусов «Самокат»)
- «Две поэмы» и «Любовь и прочие обстоятельства» (Саратовский театр драмы, музыки и поэзии «Балаганчикъ»)
- «Визит по-итальянски» и «Гарольд и Мод» (Драматический театр города Вольска)
- «Зазеркалье Снежной королевы» и «Сомнамбулизм» (Балаковский театр юного зрителя)
- «Ханума» и «№ 13» (Балашовский драматический театр)
- «Окрыленный мечтой», «Двести десять шагов» и «Насеком – off – show» (Саратовская областная филармония им. А. Шнитке — театр «Куклы Папы Карло»)
- «Алиса в стране чудес» и «Маленький принц» (Детское театрально–концертное учреждение)

4 апреля 2018 года состоялась торжественная церемония награждения лауреатов IХ областного театрального фестиваля «Золотой Арлекин» на сцене Саратовского ТЮЗа.

#### Лауреаты
| Номинации                                                       | Лауреаты | Лауреаты |
| --------------------------------------------------------------- | --- | --- |
| Лучший спектакль фестиваля                                      | • спектакль «Живой труп» , театр драмы | • спектакль «Живой труп» , театр драмы |
| Лучшая режиссёрская работа                                      | • Роман Феодори за спектакль «Майская ночь» | • Роман Феодори за спектакль «Майская ночь» |
| Лучшая работа дирижёра                                          | • Юрий Кочнев в спектакле «Аида» | • Юрий Кочнев в спектакле «Аида» |
| Лучшая работа художника-постановщика                            | • Даниил Ахмедов работа в спектакле «Майская ночь» | • Даниил Ахмедов работа в спектакле «Майская ночь» |
| Лучшая работа художника по костюмам                             | • Даниил Ахмедов работа в спектакле «Майская ночь» | • Даниил Ахмедов работа в спектакле «Майская ночь» |
| Лучшая работа хореографа в драматическом театре                 | • Дарья Бузовкина и Наталья Шурганова работа в спектакле «Майская ночь» | • Дарья Бузовкина и Наталья Шурганова работа в спектакле «Майская ночь» |
| Лучшая работа хормейстера                                       | • Евгения Мартынова за работу в спектакле «Живой труп» | • Евгения Мартынова за работу в спектакле «Живой труп» |
| Работа актёра в драматическом театре (Мужская роль)             | • Юрий Савельев за роль Славы в спектакле «Сомнамбулизм» | • Юрий Савельев за роль Славы в спектакле «Сомнамбулизм» |
| Работа актёра в драматическом театре (Женская роль)             | • Татьяна Родионова за роль Елизаветы Андреевны Протасовой (Лизы) в спектакле «Живой труп» | • Татьяна Родионова за роль Елизаветы Андреевны Протасовой (Лизы) в спектакле «Живой труп» |
| «Работа актера в музыкальном театре» (Мужская роль, балет)      | • Алексей Михеев за роль Принца в балете «Super «Золушка» | • Алексей Михеев за роль Принца в балете «Super «Золушка» |
| Роль второго плана в музыкальном театре (Мужская роль, вокал)   | • Роман Каляев за роль Меннерса – сына в мюзикле «Алые паруса» | • Роман Каляев за роль Меннерса – сына в мюзикле «Алые паруса» |
| Роль второго плана в музыкальном театре (Женская роль, вокал)   | • Марина Демидова за роль Амнерис в опере «Аида» | • Марина Демидова за роль Амнерис в опере «Аида» |
| Роль второго плана в музыкальном театре (Женская роль, балет)   | • Наталья Колосова за роль Мачехи в балете «Super «Золушка» | • Наталья Колосова за роль Мачехи в балете «Super «Золушка» |
| Роль второго плана в драматическом театре (Мужская роль, вокал) | • Александр Фильянов за роль Ивана Петровича Александрова (поэта – анархиста) в спектакле «Живой труп» | • Александр Фильянов за роль Ивана Петровича Александрова (поэта – анархиста) в спектакле «Живой труп» |
| Роль второго плана в драматическом театре (Мужская роль, вокал) | • Александр Каспаров за роль Виктора Михайловича Каренина в спектакле «Живой труп» | |
| Дебют (Мужская роль)                                            | • Сергей Волхов за роль Коте в спектакле «Ханума» | • Сергей Волхов за роль Коте в спектакле «Ханума» |
| Дебют (режиссёр – постановщик)                                  | • Мурат Абулкатинов режиссёр – постановщик спектакля «Золушка» | • Мурат Абулкатинов режиссёр – постановщик спектакля «Золушка» |
| Эпизод (Мужская роль)                                           | • Валерий Малинин за роль Владимира Кузьмича Мыльникова (судебного следователя из Петербурга) в спектакле «Живой труп»                                                                                            | • Валерий Малинин за роль Владимира Кузьмича Мыльникова (судебного следователя из Петербурга) в спектакле «Живой труп»                                                                                            |
| Эпизод (Женская роль)                                           | • Любовь Воробьева за роль Анны Павловны в спектакле «Живой труп» | • Любовь Воробьева за роль Анны Павловны в спектакле «Живой труп» |
| Специальный приз                                                | • Руслану Ситникову заведующему художественно-постановочной частью Саратовского академического театра юного зрителя им. Ю.П. Киселева «За высокий профессионализм в использовании технических возможностей сцены» | • Руслану Ситникову заведующему художественно-постановочной частью Саратовского академического театра юного зрителя им. Ю.П. Киселева «За высокий профессионализм в использовании технических возможностей сцены» |
| Специальный приз                                                | • Володарскому Илье – «За большой вклад в развитие культуры Саратовской области» | |
| Специальный приз                                                | • Александру Авдонину – «За изобретательную, остроумную режиссуру в работе с марионетками в спектакле «Насеком – off – show» театра «Куклы Папы Карло»                                                            | |
| Специальный приз                                                | • Балашовскому драматическому театру – «За успешную работу по привлечению зрителя в новое здание театра» | |
| Специальный приз                                                | • Саратовскому областному театру оперетты – «За актуальное прочтение литературной классики в мюзикле М.Дунаевского «Алые паруса»                                                                                  | |
| Специальный приз                                                | • Режиссёру Ольге Рябовой и художественному руководителю Балаковского театра юного зрителя Максиму Потапову – «За смелый разговор со зрителем о сегодняшнем дне в спектакле «Сомнамбулизм»                        | |
| Приз учредителя «За преданное и верное служение театру»         | • Аредакову Григорию Анисимовичу – народному артисту РФ, художественному руководителю ГАУК «Саратовский государственный академический театр драмы имени И.А. Слонова»                                             | • Аредакову Григорию Анисимовичу – народному артисту РФ, художественному руководителю ГАУК «Саратовский государственный академический театр драмы имени И.А. Слонова»                                             |
| Приз учредителя «За преданное и верное служение театру»         | • Григорьеву Виктору Сергеевичу – народному артисту РФ, ведущему мастеру сцены ГАУК «Саратовский академический театр оперы и балета»                                                                              | |
| Приз учредителя «За преданное и верное служение театру»         | • Зверевой Нине Константиновне – заслуженной артистке РФ, ведущему мастеру сцены ГАУК СО «Драматический театр города Вольска»                                                                                     | |